# Evolutionsmuseum Warschau
Das Evolutionsmuseum des Instituts für Paläobiologie der Polnischen Akademie der Wissenschaften (polnisch Muzeum Ewolucji Instytutu Paleobiologii PAN) ist ein naturhistorisches Museum in Warschau. Es befindet sich im Kulturpalast Warschaus im Stadtbezirk Śródmieście.

## Geschichte
Die Geschichte des Museums begann 1968 mit einer Ausstellung über die Dinosaurier der Wüste Gobi, die bis 1984 geöffnet blieb, dann aber schließen musste, da die Räumlichkeiten anderweitig gebraucht wurden. Es gelang dem Institut für Paläobiologie der Polnischen Akademie der Wissenschaften (PAN) jedoch, die in einem anderen Teil des Kulturpalasts gelegenen Räume des 1976 geschlossenen zoologischen Museums zu übernehmen und das Evolutionsmuseum zu gründen. 1985 wurde eine Dauerausstellung über die Evolution der Landwirbeltiere eröffnet, die einen bedeutenden Teil der Funde aus der Gobi enthielt. Ein Teil der Exposition war den modernen Landtieren vorbehalten, vor allem Insekten und Vögeln aus den Sammlungen des Zoologischen Instituts der PAN. Die Dauerausstellung wurde seitdem ständig erweitert und modernisiert.

## Ausstellung
Den Kern der Dauerausstellung bilden die Fossilien von Wirbeltieren der Nemegt-Formation aus dem Maastrichtium, die von gemeinsamen polnisch-mongolischen paläontologischen Expeditionen unter Leitung von Zofia Kielan-Jaworowska von 1963 bis 1971 in der Wüste Gobi gefunden wurden. Der größte Raum des Museums wird fast vollständig vom Skelett eines Sauropoden der Gattung Opisthocoelicaudia ausgefüllt. Da Hals und Kopf des Tieres nicht gefunden wurden, wurde das Skelett mit dem Schädel eines Nemegtosaurus komplettiert, wobei Paläontologen vermuten, dass es sich bei Opisthocoelicaudia und Nemegtosaurus um Synonyme ein und derselben Gattung handelt. In einem weiteren Saal stehen zwei Skelette des Tarbosaurus, einmal im Original, aber nach veralteten anatomischen Vorstellungen aufrecht stehend mit auf dem Boden liegenden Schwanz, und einmal in Kopie nach dem heutigen Forschungsstand zusammengesetzt. Andere Exponate aus der Gobi sind versteinerte Dinosauriereier, Fossilien von Protoceratops, Ankylosauriern, Deinocheirus und Coelurosauriern sowie Schädel primitiver Säugetiere. 

Fossilien aus der Wüste Gobi
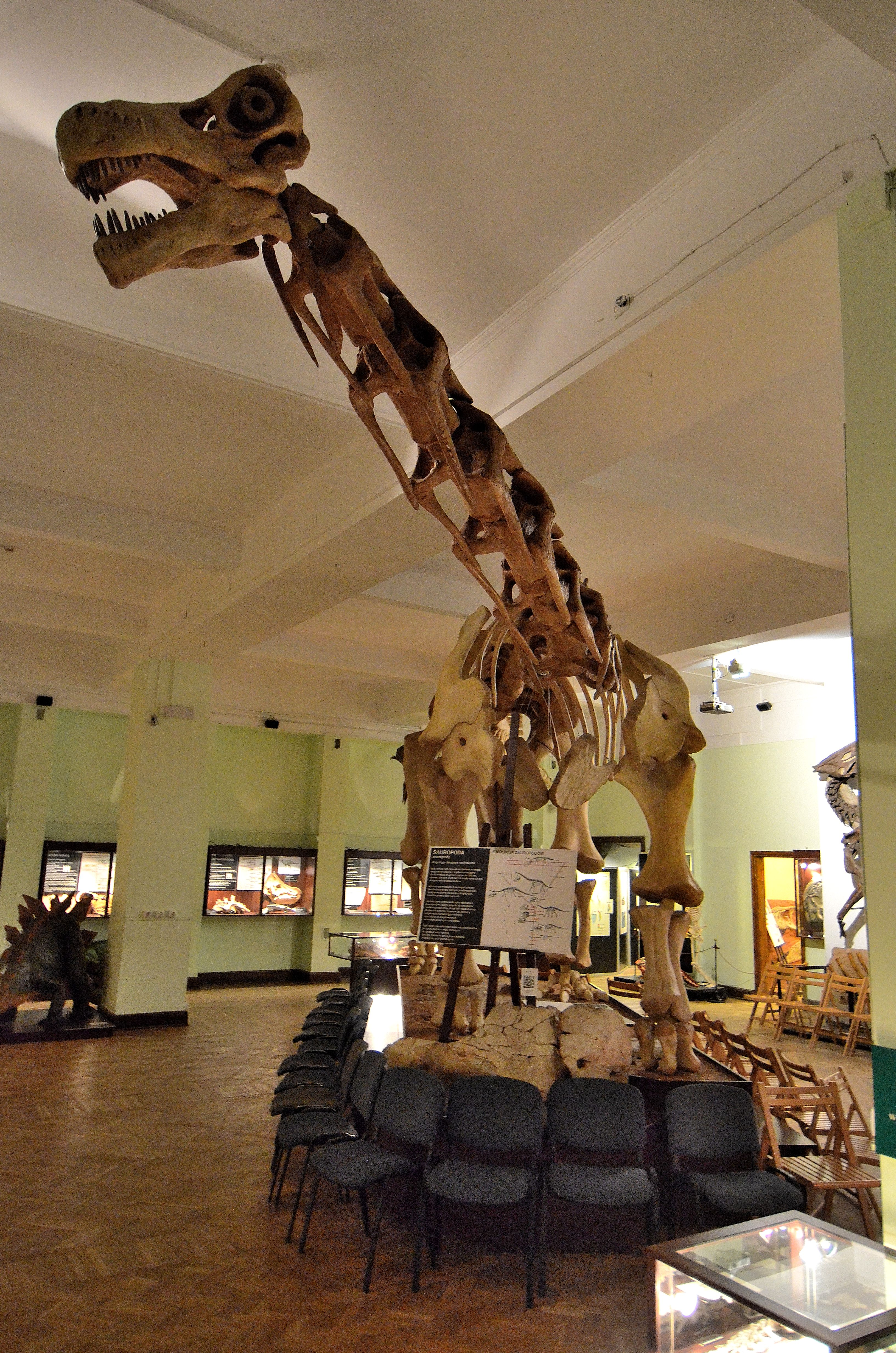
Opisthocoelicaudia
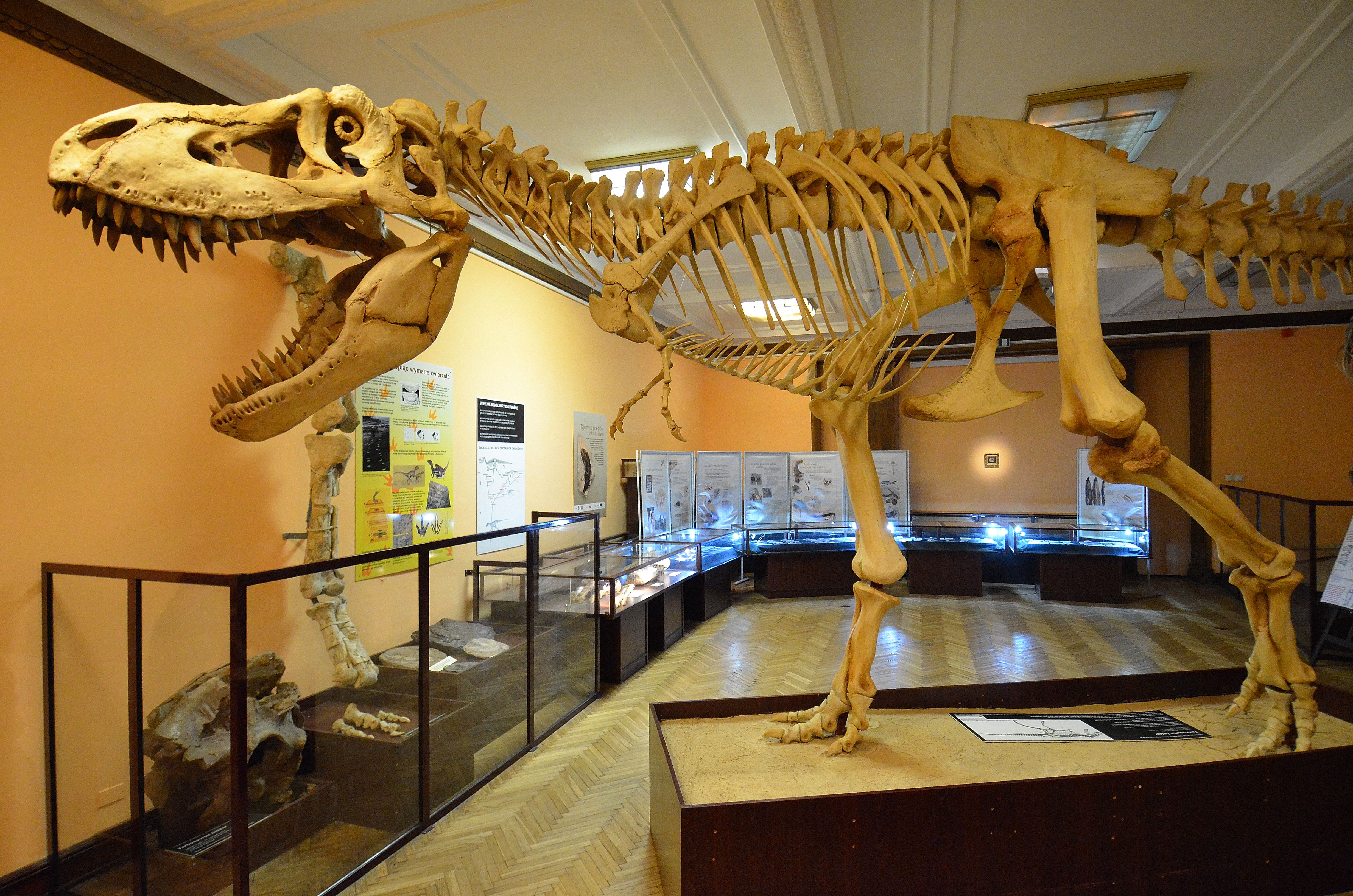
Tarbosaurus
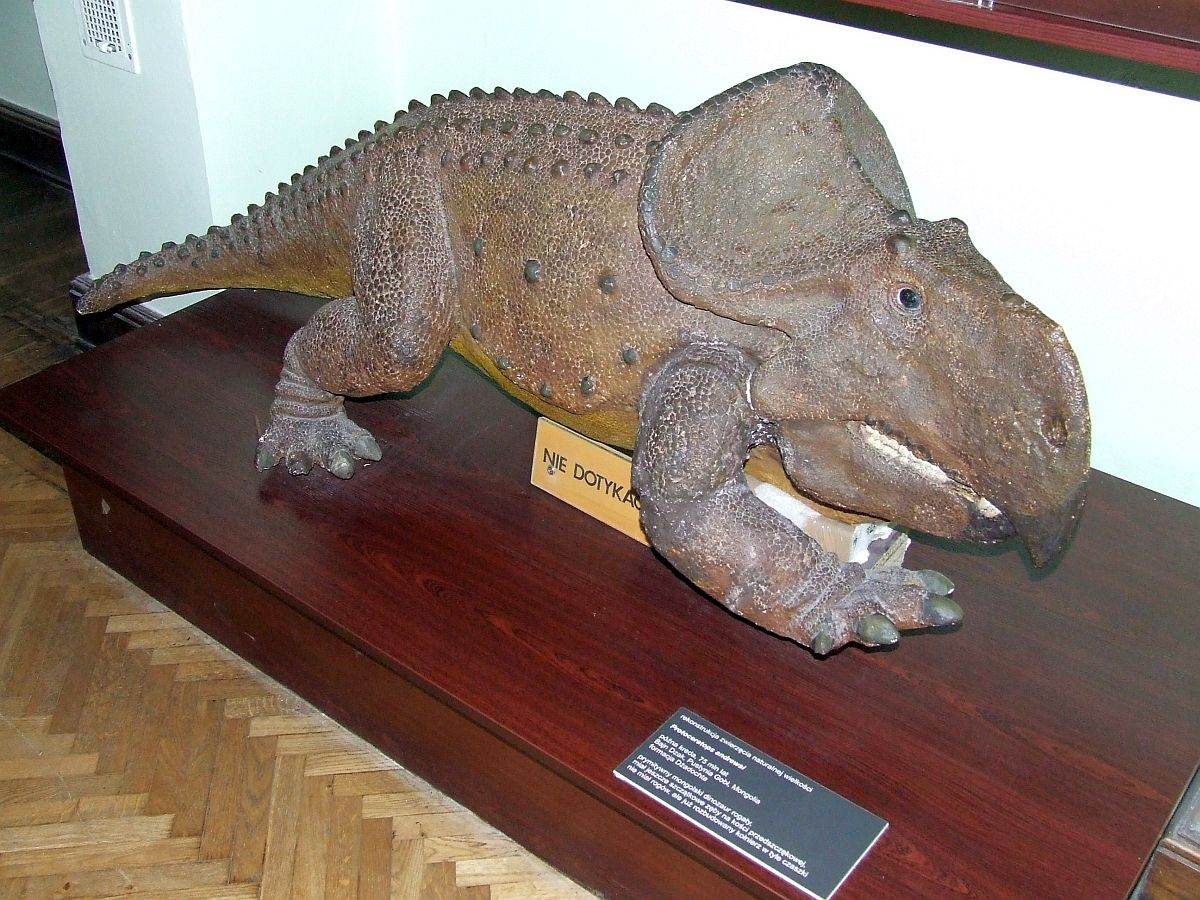
Rekonstruktion eines Protoceratops
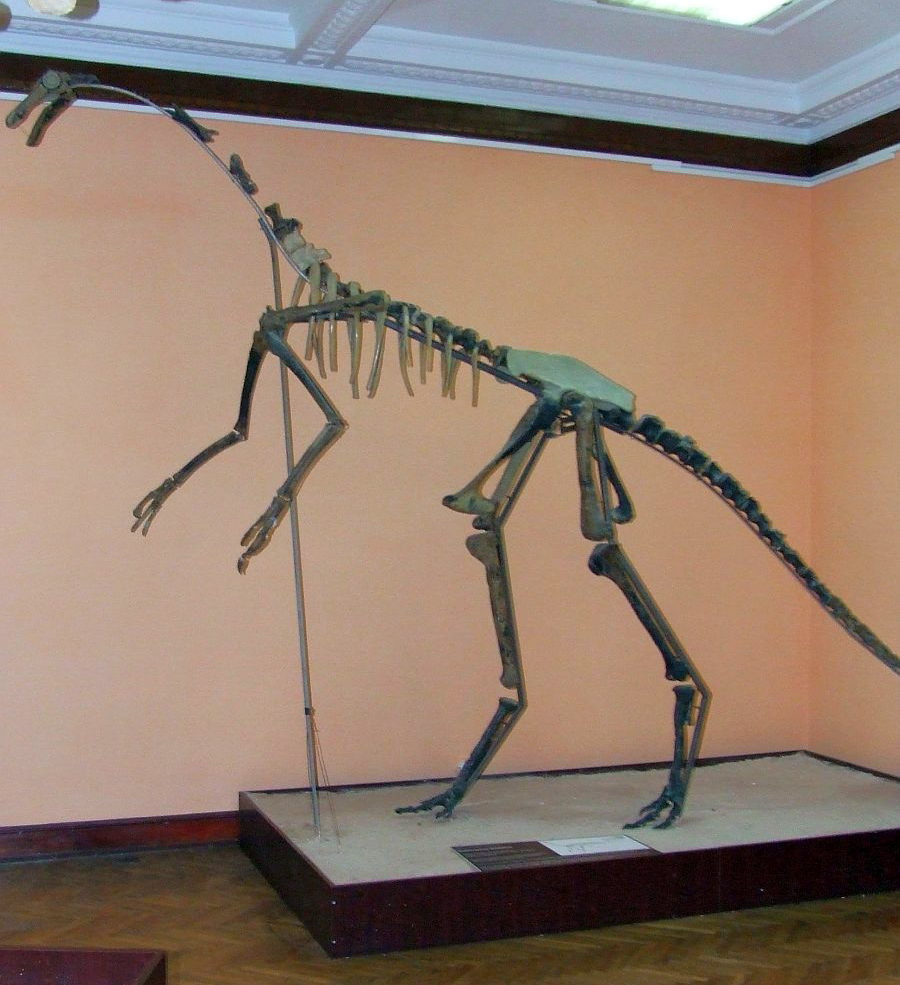
Skelett eines Gallimimus (Kopie)
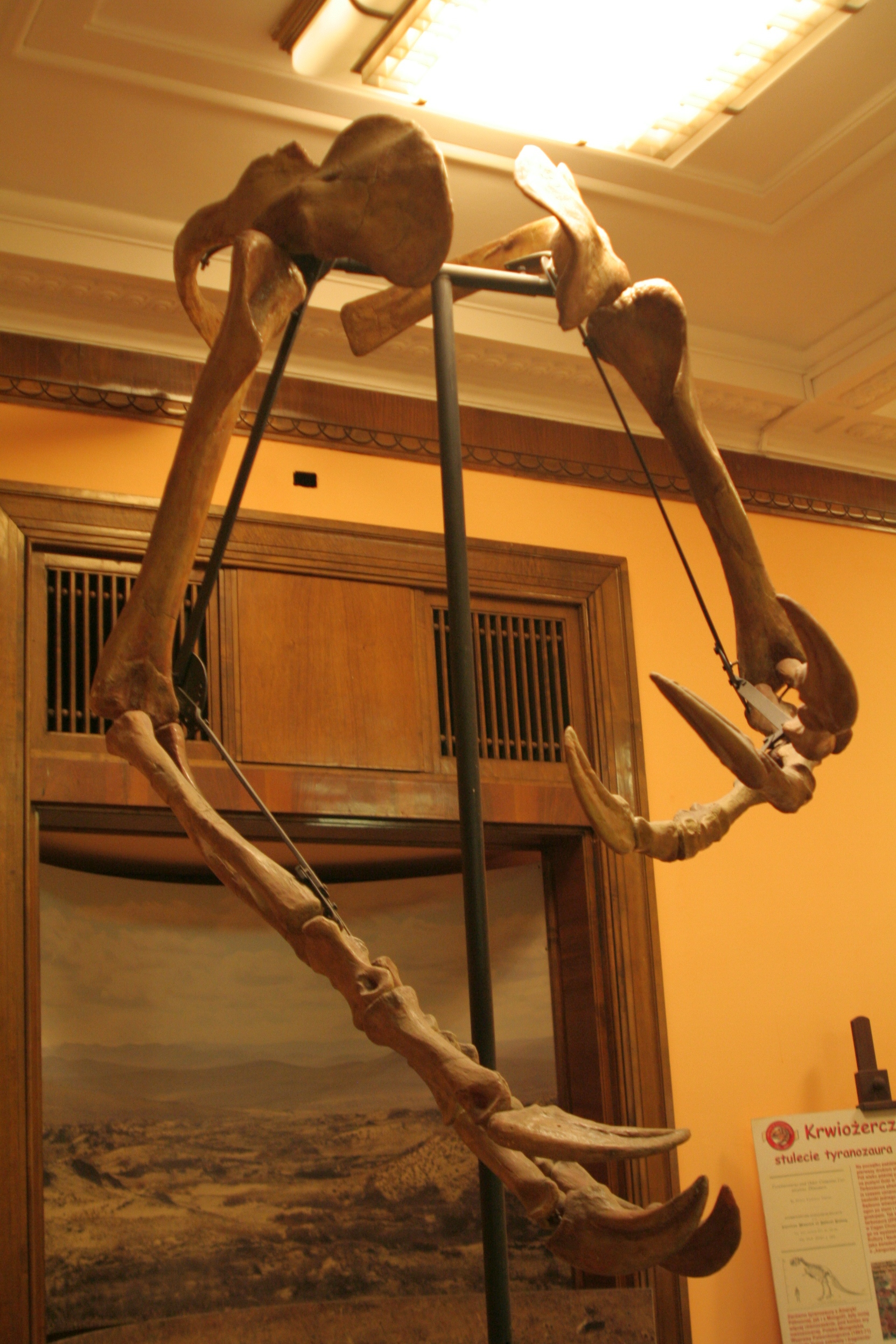
Vordergliedmaßen eines Deinocheirus
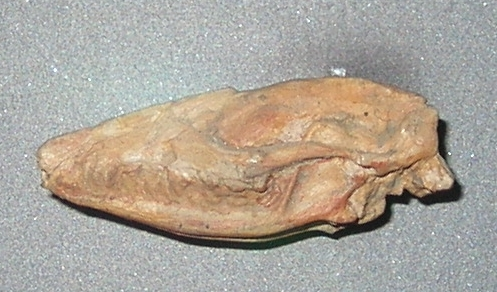
Schädel eines Säugers der Gattung Asioryctes

Einen weiteren Schwerpunkt der Ausstellung bilden Funde, die ein Team um Jerzy Dzik (* 1950) 1993 bei Krasiejów in der polnischen Woiwodschaft Oppeln gemacht hat, einem Friedhof triassischer Reptilien und Amphibien, die hier in etwa 20 Arten vorkamen. Ausgestellt sind die Fossilien und Rekonstruktionen zahlreicher Wasser- und Landtiere wie des hier erstmals gefundenen frühen Dinosauriers Silesaurus.

Rekonstruktionen der triassischen Fauna von Krasiejów
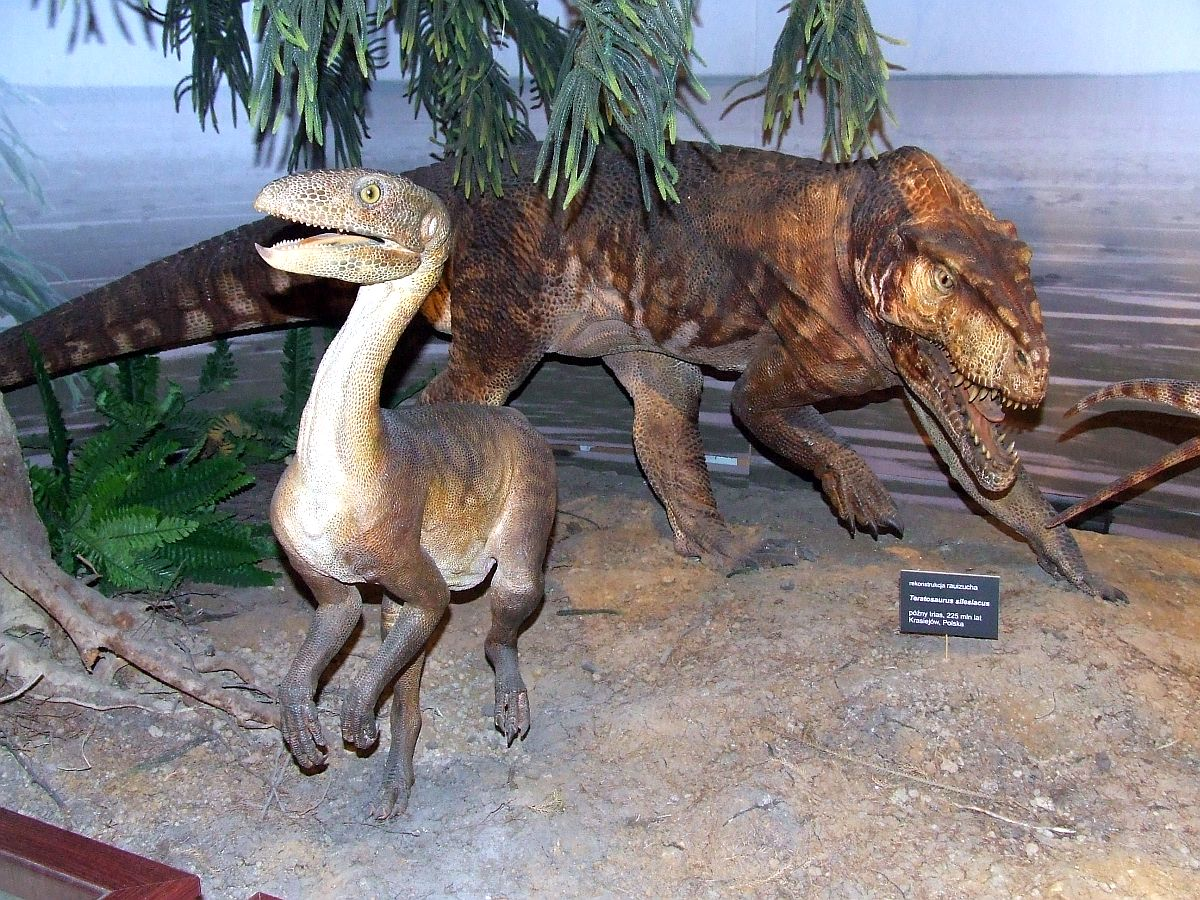
Dinosaurier Silesaurus und Archosaurier Rauisuchus
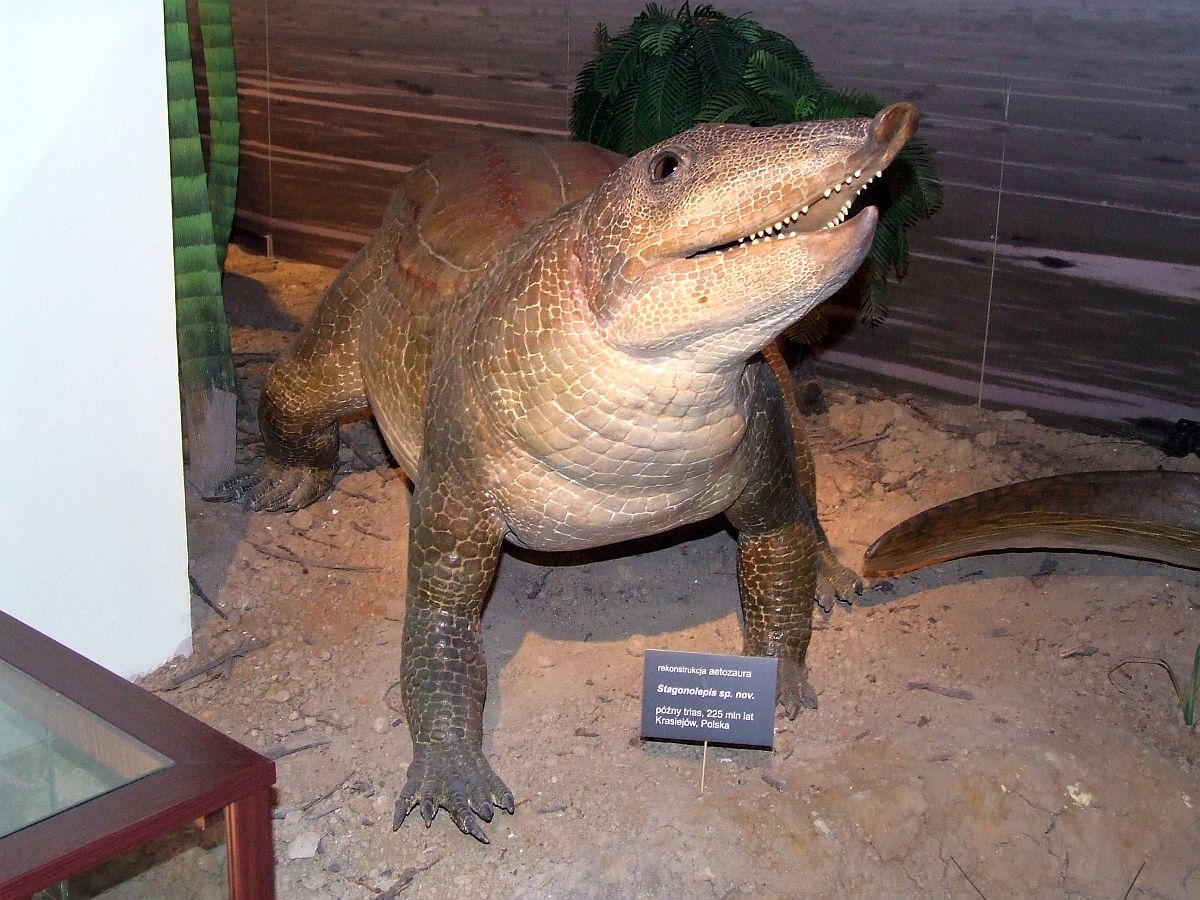
Gepanzerter Aetosaurier Stagonolepis
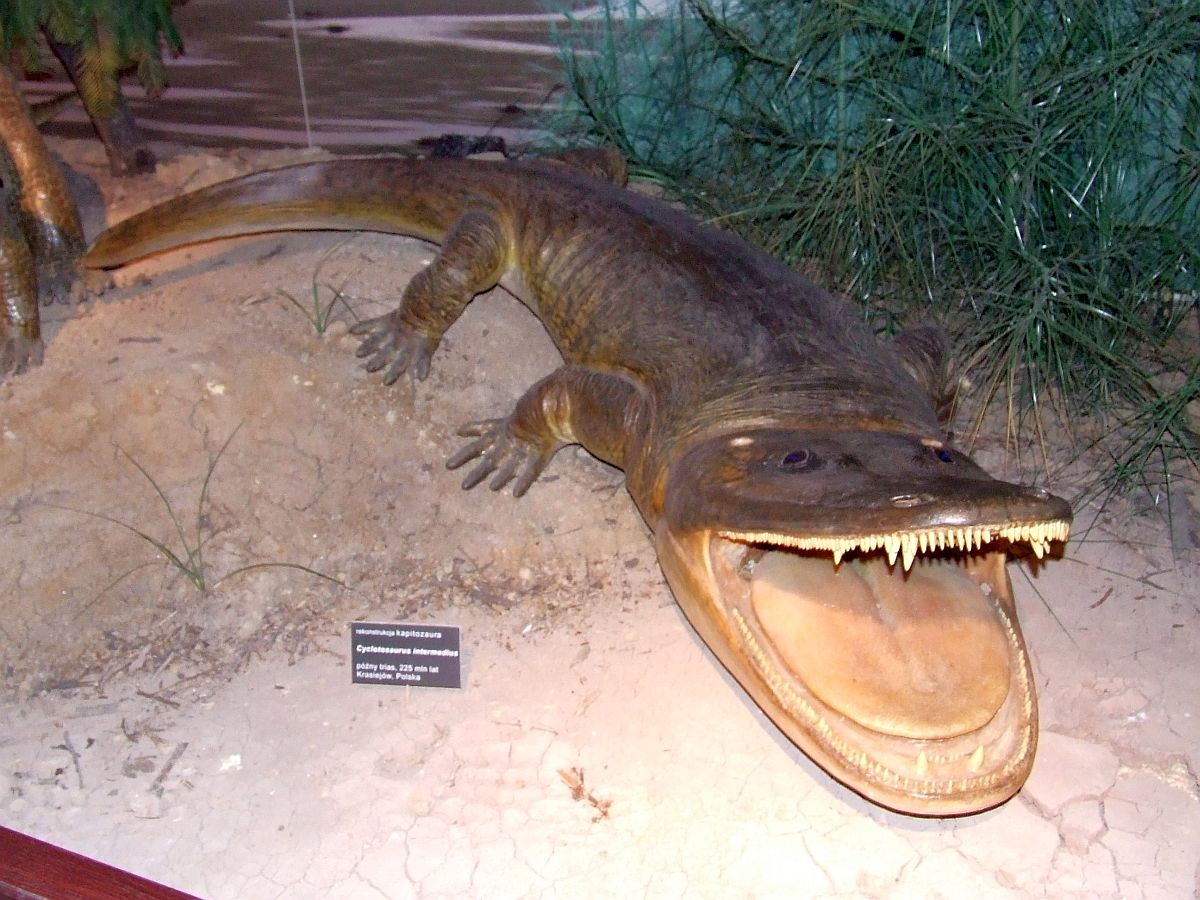
Riesenamphibie Cyclotosaurus
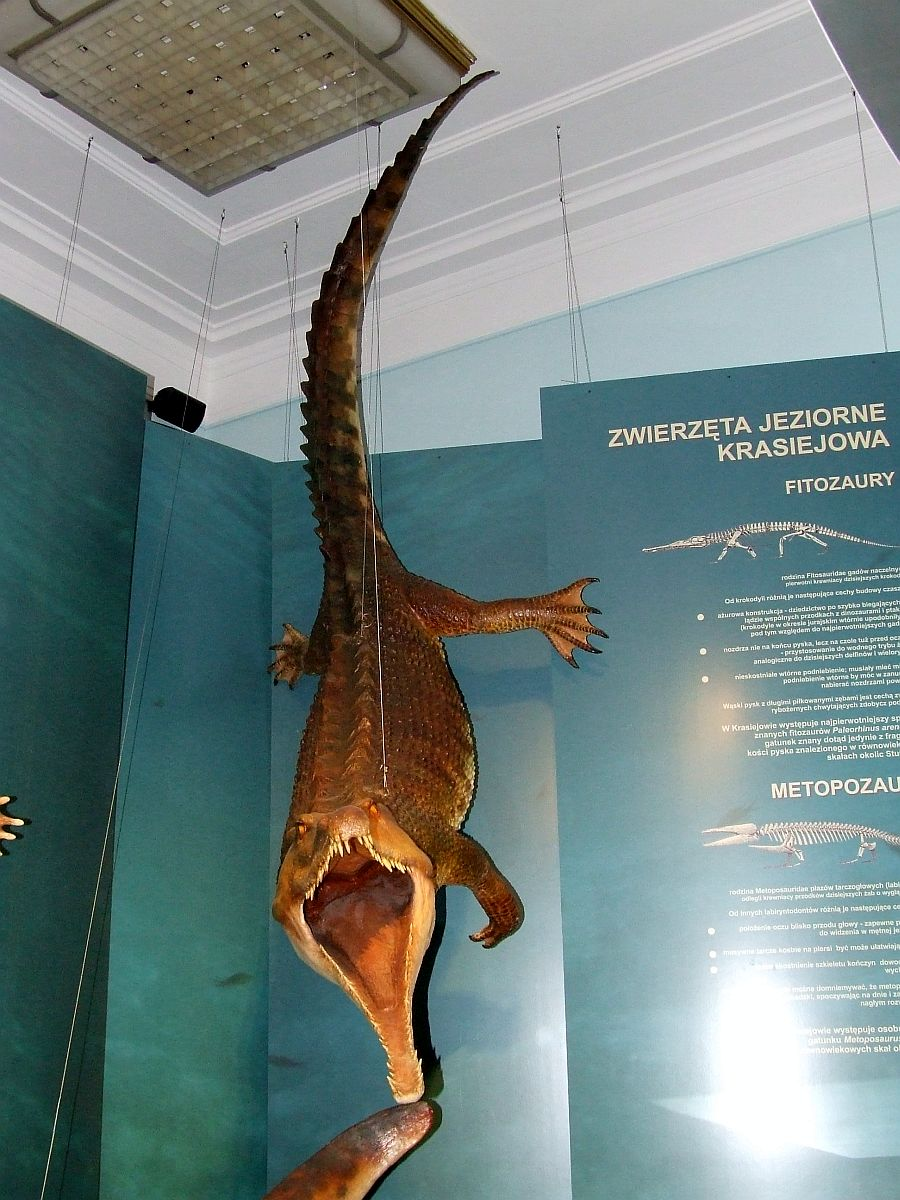
Krokodilähnlicher Phytosaurier Paleorhinus

## Öffentlichkeitsarbeit
Das Museum sieht seine Aufgabe in der Popularisierung von Wissen über die Evolution des Lebens auf der Erde. Diesem Zweck dienen nicht nur die Dauerausstellung und die wechselnden temporären Expositionen. Am Museum werden von Wissenschaftlern des Instituts für Paläobiologie und von auswärtigen Gästen auch populärwissenschaftliche Vorträge zu paläontologischen, geologischen und evolutionsbiologischen Themen gehalten. Das Museum bietet Schulungen für Lehrer und einen museumspädagogischen Dienst an.
Einmal jährlich erscheint am Evolutionsmuseum die populärwissenschaftliche Zeitschrift Rocznik Muzeum Ewolucji (ISSN 1689-8540).